# Шуссиг, Хайнц
Хайнц Шуссиг (нем. Heinz Schussig; 9 октября 1926, Дортмунд — 4 января 1994) — немецкий футболист, защитник. Выступал за сборную Саара.

## Биография

### Клубная карьера
Родился в 1926 году в Дортмунде. Профессиональную карьеру начал в 1949 году в клубе «Арминия», в составе которого отыграл два сезона. Сезон 1951/52 провёл в клубе «Айнтрахт» Оснабрюк, а затем, с 1952 по 1956 год выступал за «Саар 05».

### Карьера в сборной
Дебютировал за сборную Саара 5 октября 1952 года в товарищеском матче со второй сборной Франции (3:1). В следующий раз был вызван в сборную только осенью 1955 года. 9 октября снова вышел на игру со второй сборной Франции (7:5), а 16 ноября принял участие в товарищеской встрече со сборной Нидерландов (1:2).